# 卡姆 (密蘇里州)
卡姆（英語：Calm）是位於美國密蘇里州俄勒岡縣的非建制地區。

## 歷史
卡姆的郵局於1898年設立，其後於1907年停運。

## 地理
卡姆所處的海拔為高於海平面154米（即505英呎），而該地所採用的時區為UTC-6，即北美中部時區（CST）。同時該地設有夏令時間，為UTC-6調快一小時，即UTC-5（CDT）。